# Forum (Romeinse Rijk)

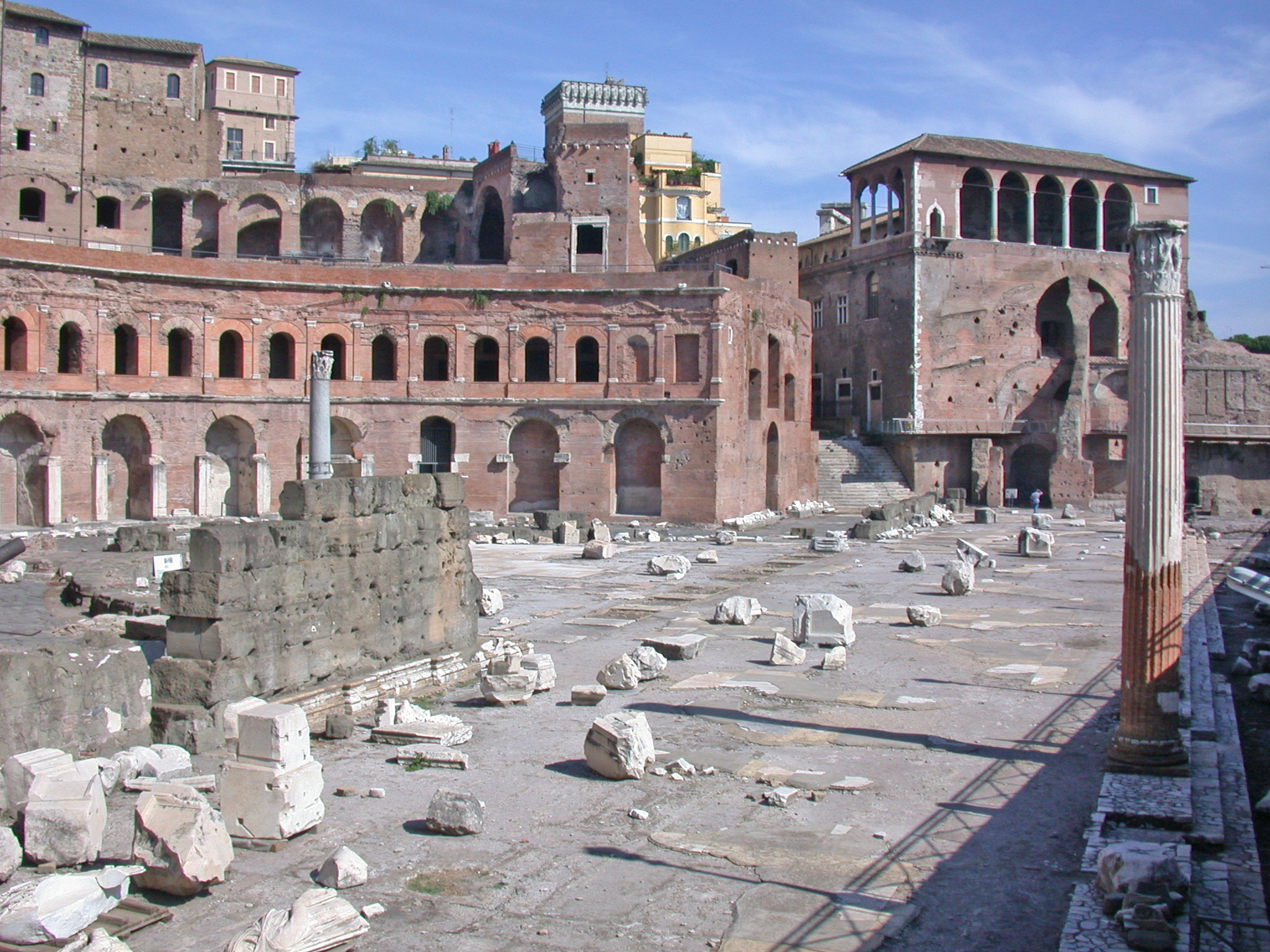
Ruïnes van het Forum van Trajanus in Rome

Een Romeins forum was in een Romeinse stad het centrale marktplein. Op het forum werd gehandeld en werden justitiële en officiële burgerlijke bijeenkomsten gehouden.

## Geschiedenis
Het woord forum is afgeleid van fores: ' buiten'. Het Romeinse forum was een aanpassing van het Griekse agora. Oorspronkelijk werd op een forum handel gedreven, maar later kregen deze pleinen meer een bestuurlijke functie. Het Forum Romanum in het Oude Rome veranderde zo van een marktplaats in het administratieve en justitiële centrum van de stad, waar de senaat bijeenkwam in de curia en recht werd gesproken in de basilica. Door de enorme groei van Rome was het Forum Romanum al in de 1e eeuw v.Chr. te klein en daarom liet Julius Caesar een nieuw forum naast het oude aanleggen. Dit Forum van Caesar was het eerste van de keizerlijke fora, die nooit een marktfunctie hebben gehad. Latere keizerlijke fora werden gebouwd door Augustus, Vespasianus, Domitianus en Trajanus.

De voedselmarkten (forum venalium) bleven ook bestaan en werden verspreid over de stad op vaste plaatsen gehouden. Van een aantal is de naam en locatie bewaard gebleven.

## Fora in Rome
- Forum Romanum - het oorspronkelijke marktplein van Rome, dat evolueerde tot het politieke, administratieve en religieuze centrum van de stad en het gehele Romeinse Rijk.

### Marktplaatsen

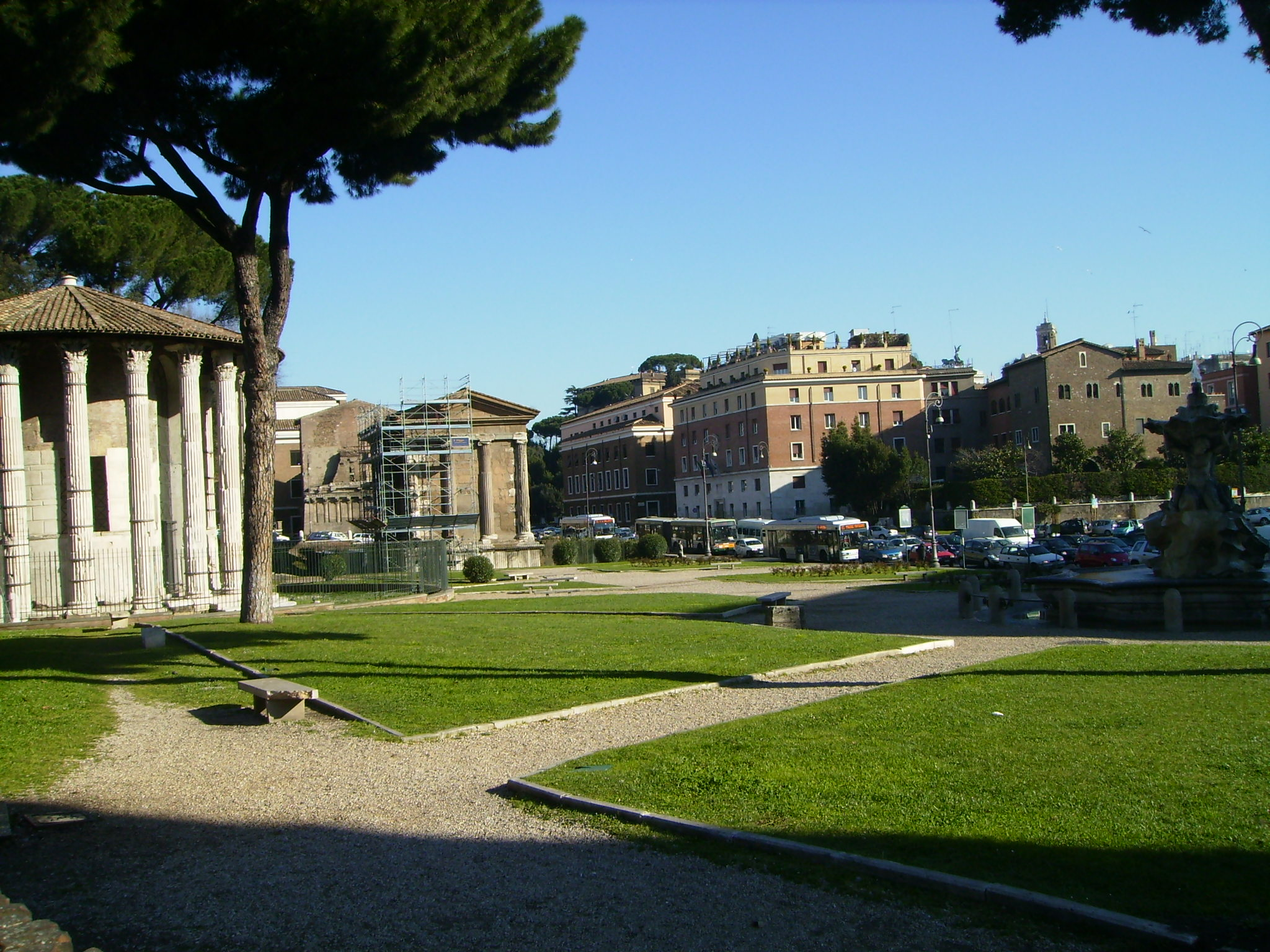
Forum Boarium, Rome

- Forum Boarium - De rundermarkt, aan de voet van de Capitolijn en Palatijn aan de Tiber.
- Forum Holitorium - De groente, kruiden en oliemarkt, aan de voet van de Capitolijn.
- Forum Piscarium - De vismarkt, ten noorden van het Forum Romanum.
- Forum Pistorium - De broodmarkt, bij de pakhuizen van het Emporium, aan de zuidkant van de Aventijn.
- Forum Suarium - De varkensmarkt op het Marsveld.
- Forum Vinarium - De wijnmarkt bij de pakhuizen van het Emporium, naast de Aventijn.
- Forum Gallorum - De kippenmarkt, de locatie is onbekend.
- Forum Rusticorum - De pluimveemarkt, de locatie is onbekend.

### Keizerlijke fora
- Forum van Augustus - gebouwd door Augustus.
- Forum van Caesar - gebouwd door Julius Caesar.
- Forum van Nerva - gebouwd door Domitianus, maar na zijn dood ingewijd door Nerva.
- Forum Pacis - eigenlijk geen forum, maar de Tempel van de Vrede. Deze wordt echter sinds de late oudheid ook tot de keizerlijke fora gerekend.
- Forum van Trajanus - gebouwd door Trajanus, het laatste en grootste van de keizerlijke fora.

## Fora elders
- Forum van Ostia
- Fora van Pompeï:
  - Forum van Pompeï

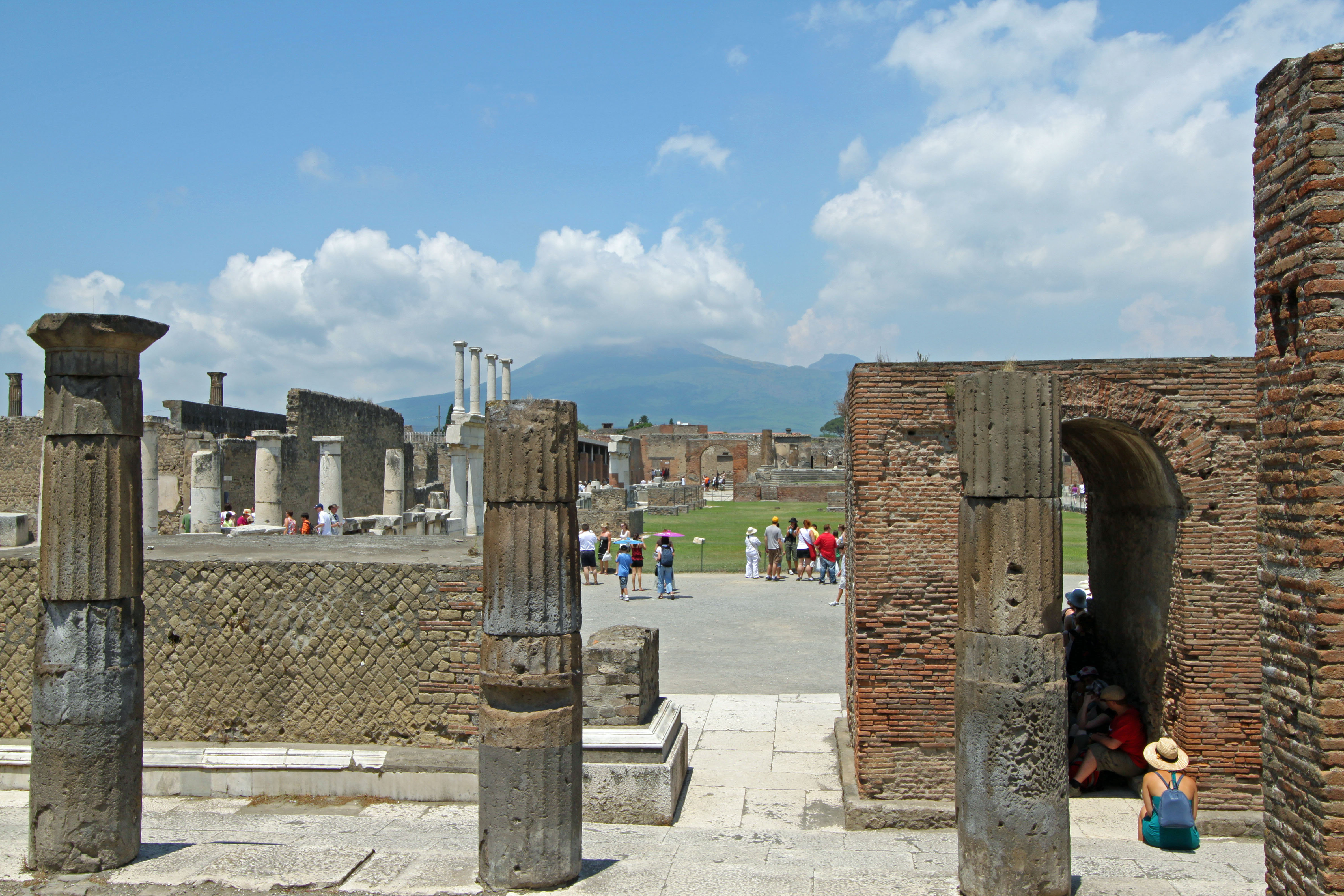
Forum van Pompeï

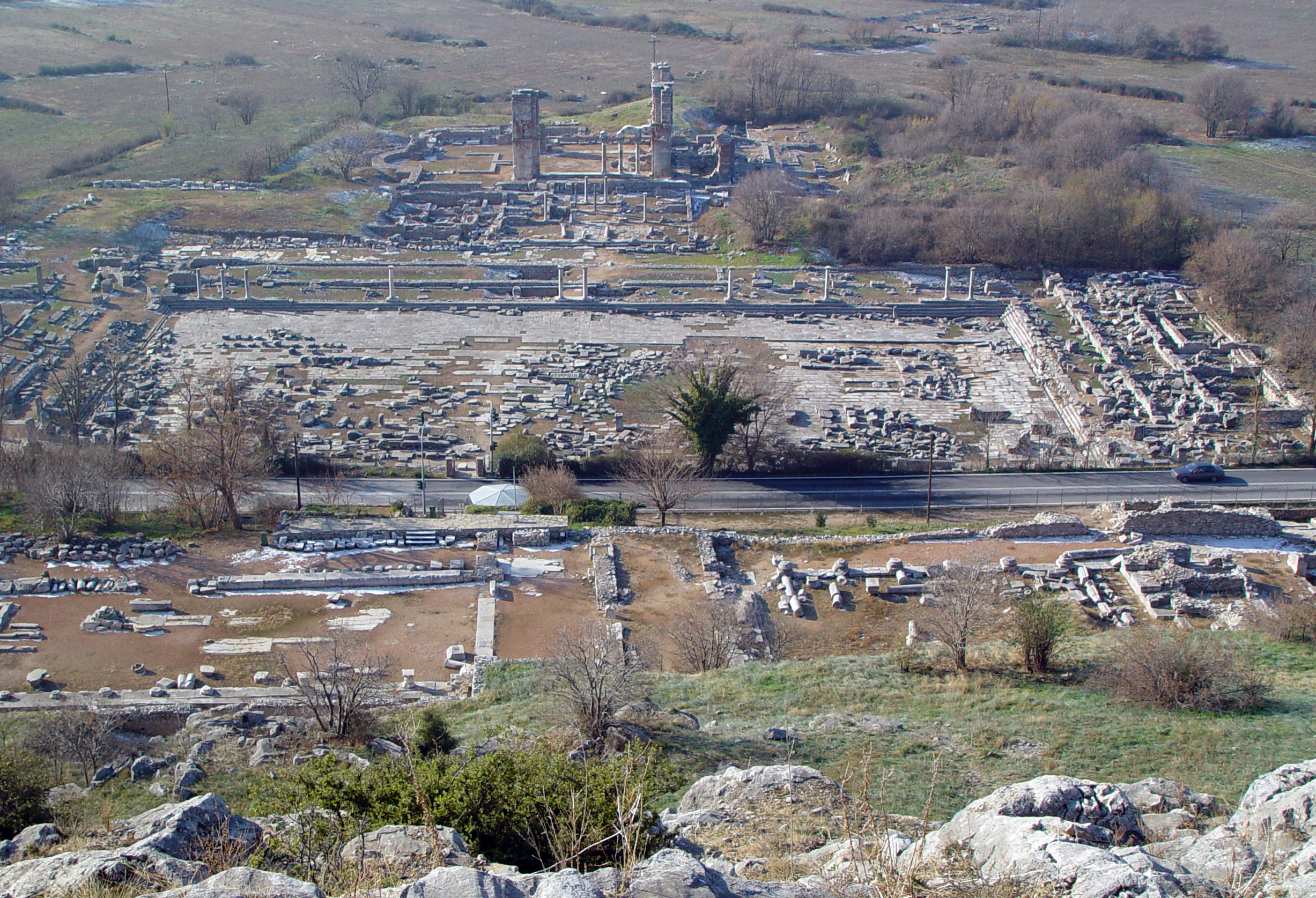
Forum van Philippi

  - Driehoekig forum (theaterdistrict)
- Forum van Herculaneum
- Forum van Durrës (Dyrrachium)
- Forum van Zadar (Iadera)
- Forum van Thessaloniki
- Fora van Byzantium/Constantinopel:
  - Forum van Theodosius
  - Forum van Constantijn
  - Forum van Arcadius
  - Ossenforum
- Forum van Philippi
- Fora van Mérida (Emerita Augusta)
- Fora van Tarragona (Tarraco)
- Forum van Arles (Arelate)
- Forum van Lyon (Colonia Copia Claudia Augusta Lugdunum)
- Forum van Bavay (Bagacum Nerviorum)
- Forum van Trier (Augusta Treverorum)
- Forum van Keulen (Colonia Claudia Ara Agrippinensium)
- Forum van Xanten (Colonia Ulpia Traiana)
- Forum van Tongeren (Atuatuca Tungrorum)
- Forum van Londen (Londinium)